# Procés de Barcelona: Unió per la Mediterrània
La Unió per la Mediterrània (UpM) és una organització intergovernamental constituïda per 42 països d'Europa i de la conca mediterrània: concretament, pels 27 estats membres de la Unió Europea  i per 15 països socis mediterranis del nord d'Àfrica, el Pròxim Orient i el sud-est d'Europa.
Es va crear el juny del 2008 a la Cimera Euromediterrània de París, amb l'objectiu de reforçar l'Associació Euromediterrània (Euromed) establerta l'any 1995 i coneguda com a Procés de Barcelona.
L'UpM té la finalitat de promoure l'estabilitat i la integració a tota la regió mediterrània. Es tracta d'un fòrum en què es debaten qüestions estratègiques per a la regió d'acord amb els principis de propietat compartida, presa de decisions conjuntes i responsabilitat compartida entre les dues ribes de la Mediterrània. El seu objectiu principal és augmentar la integració nord-sud i sud-sud a la regió mediterrània per tal de sustentar el desenvolupament socioeconòmic dels diferents països de la regió i assegurar-ne l'estabilitat. Mitjançant les seves actuacions, la institució se centra en dos pilars principals: el foment del desenvolupament humà i la promoció del desenvolupament sostenible. Amb aquesta finalitat, es dedica a identificar projectes i iniciatives regionals d'envergadures diferents, a donar-hi suport i a aprovar-los com a resultat d'una decisió consensuada pels 43 països. Seguint el mandat dels estats membres de l'UpM, aquests projectes i iniciatives se centren en 6 sectors: 
- El desenvolupament empresarial
- L'ensenyament superior i la recerca
- Els afers socials i civils
- L'energia i l'acció climàtica
- El transport i el desenvolupament urbà
- L'aigua i el medi ambient

## Membres candidats

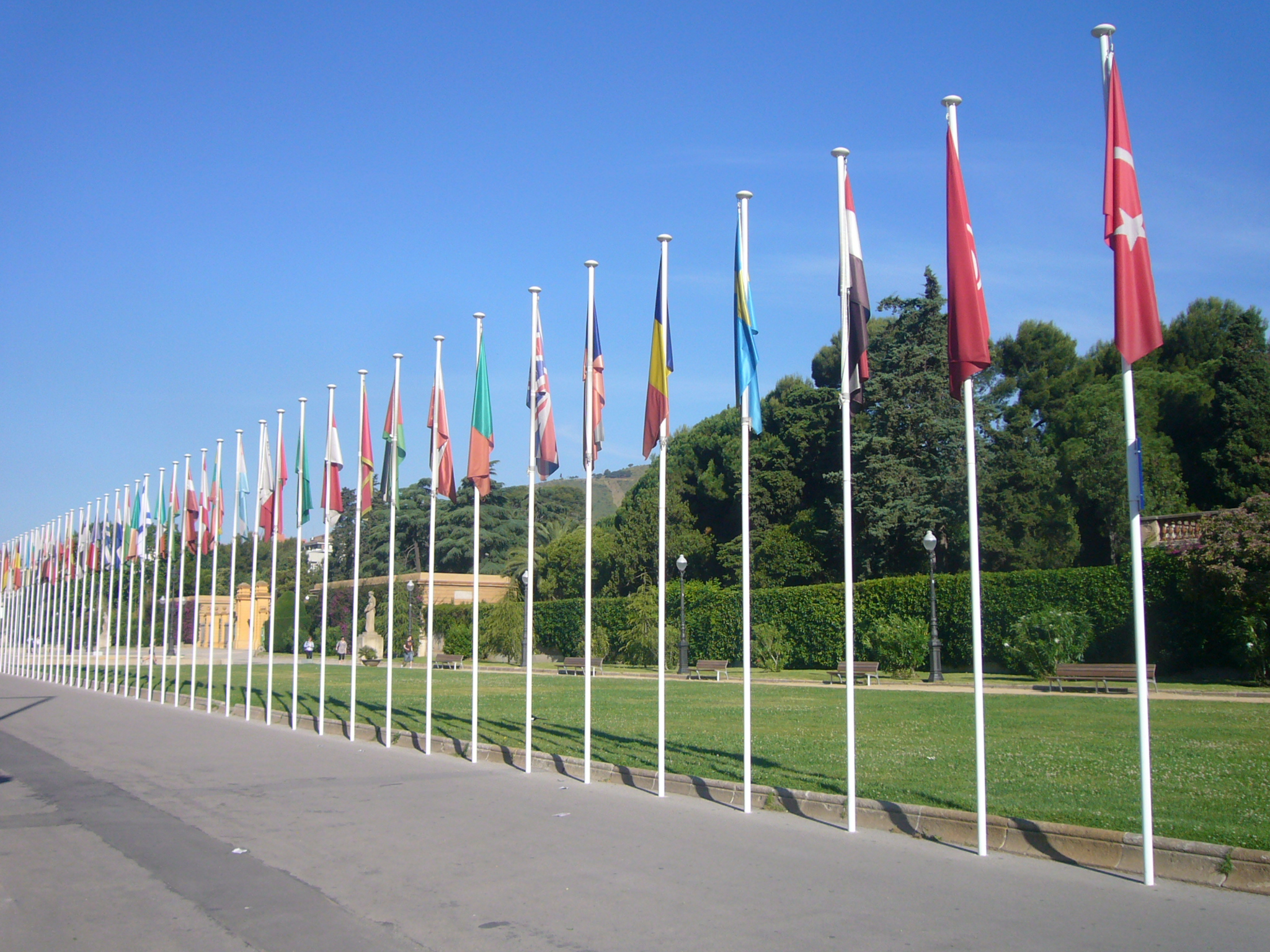
Banderes dels països membres de la UpM,situades a l'entrada del Palau Reial de Pedralbes, a Barcelona

La Unió per la Mediterrània compren països que pertanyen a diverses àrees geogràfiques, culturals o a diferents comunitats d'estats ja existents. Són 42 països membres: els vint-i-set de la Unió Europea (UE) i Mònaco, més els de la riba sud, excepte Líbia, i alguns dels Balcans. Sèrbia no forma part de la unió. Sobre aquestes bases, doncs, es constitueix un pont entre Europa, Àfrica del Nord i el Pròxim Orient.
Els membres i actors de la Unió Mediterrània són:
| - Membres de la UE - Alemanya - Àustria - Bèlgica - Bulgària - Croàcia - Dinamarca - Eslovàquia - Eslovènia - Espanya - Estònia - Finlàndia - França - Grècia - Hongria - Irlanda | - Itàlia - Letònia - Lituània - Luxemburg - Malta - Països Baixos - Polònia - Portugal - Regne Unit - Romania - Suècia - Txèquia - Xipre | - Àfrica del Nord - Algèria - Egipte - Marroc - Tunísia - Balcans - Albània - Bòsnia i Hercegovina - Montenegro | - Pròxim Orient - Israel - Jordània - Líban - Mauritània - Palestina - Síria - Turquia - Altres - Mònaco - Unió Europea |

## L'inici de la Unió per la Mediterrània
A la Cimera Euromediterrània de París, celebrada el 13 de juliol de 2008, els 43 caps d'estat i de govern de la regió euromediterrània van decidir iniciar el Procés de Barcelona,: Unió per la Mediterrània. Es va presentar com una nova fase de l'Associació Euromediterrània amb membres nous i una arquitectura institucional millorada, amb l'objectiu de "millorar les relacions multilaterals, augmentar la propietat compartida del procés, definir una governança sobre una base d'igualtat i, amb aquests paràmetres, establir projectes concrets que fossin més visibles per a la ciutadania. Ara és el moment de donar un impuls nou i continuat al Procés de Barcelona. Ara calen nous catalitzadors i un compromís més gran per transformar els objectius de la Declaració de Barcelona en resultats tangibles".
La Cimera de París va ser un èxit diplomàtic per a Nicolas Sarkozy. El president francès va aconseguir reunir a París tots els caps d'estat i de govern dels 43 països euromediterranis, amb l'excepció dels monarques del Marroc i de Jordània.
A la Conferència Euromediterrània d'Afers Exteriors celebrada a Marsella el novembre del 2008, els ministres van adoptar la decisió d'escurçar el nom de la iniciativa i que aquesta passés a anomenar-se simplement "Unió per la Mediterrània".
La reunió es va cloure amb una nova declaració conjunta que completava la Declaració de París tot definint l'estructura organitzativa de l'UpM i els principis que l'havien de regir. A més a més, es va establir una copresidència rotativa, ostentada conjuntament per un país membre de la UE i un soci mediterrani. França i Egipte van ser els dos primers països a ocupar la copresidència. Les normes també van establir la presència de la Lliga Àrab a totes les reunions. D'altra banda, es va crear un secretariat amb un estatus legal diferenciat i els seus estatuts propis. La seu de l'UpM es va establir a Barcelona.
El fet que la Unió per la Mediterrània s'hagi presentat com a nova fase de l'Associació Euromediterrània implica que accepta i es compromet a mantenir els valors de la Declaració de Barcelona, l'objectiu de la qual és promoure "la pau, l'estabilitat i la prosperitat" a tota la regió (Barcelona, 2). D'aquesta manera, els quatre capítols de cooperació desenvolupats dins el marc del Procés de Barcelona durant tretze anys segueixen vigents:
- Política i seguretat
- Economia i comerç
- Sociocultural
- Justícia i afers interns Aquest quart capítol es va incloure a la Cimera Euromediterrània que commemorava el desè aniversari del Procés i que es va celebrar a Barcelona l'any 2005.

A la Cimera de París del 2008, també es va donar suport a l'objectiu d'establir una zona de lliure comerç a la regió euromediterrània de cara al 2010 (i més endavant), formulat per primer cop a la Conferència de Barcelona del 1995.
A més d'aquests quatre capítols de cooperació, en una reunió celebrada a Marsella el novembre del 2008, els 43 ministres d'Afers Exteriors van identificar sis projectes concrets per adreçar les necessitats específiques de la regió euromediterrània i contribuir a fer visible l'Associació:
- Descontaminació del Mediterrani. Aquest projecte ampli abasta moltes iniciatives que tenen com a objectiu assolir una bona governança en matèria de medi ambient, l'accés a l'aigua potable, la gestió de l'aigua, la reducció de la contaminació i la protecció de la biodiversitat mediterrània.[8]
- Autopistes marítimes i terrestres. L'objectiu d'aquest projecte és augmentar i millorar el trànsit de béns i persones a tota la regió euromediterrània millorant-ne els ports i construint-hi autopistes i xarxes ferroviàries. En termes concrets, les declaracions de París i de Marsella parlen de la construcció d'autopistes i d'una xarxa ferroviària transmagrebina que connectin el Marroc, Algèria i Tunísia.[8]
- Protecció civil. El projecte sobre protecció civil pretén millorar la prevenció, la preparació i la resposta davant desastres naturals o provocats per l'ésser humà. El propòsit final és "acostar progressivament els països socis mediterranis al Mecanisme Europeu de Protecció Civil".[6]
- Energies alternatives: el Pla Solar Mediterrani. L'objectiu d'aquest projecte consisteix a promoure la producció i el consum d'energies renovables. Més concretament, pretén transformar els països socis mediterranis en productors d'energia solar i que l'energia resultant circuli per tota la regió euromediterrània.[8] En aquest sentit, el maig del 2012 la Unió i la iniciativa industrial Dii van signar un memoràndum d'entesa per a una col·laboració en el futur en què s'incloïa el desenvolupament de les estratègies a llarg termini "Pla Solar Mediterrani" i "Desert Power 2050". Amb la signatura del memoràndum a Marràqueix, el secretari general de l'UpM va referir-se a la nova associació com "un pas clau cap a la implementació del Pla Solar Mediterrani".[9]
- Ensenyament superior i recerca: la Universitat Euromediterrània. El juny del 2008, es va inaugurar la Universitat Euromediterrània d'Eslovènia a la ciutat de Piran amb una oferta d'estudis de postgrau. En una reunió celebrada el 2008 a Marsella, els ministres d'Afers Exteriors també van demanar la creació d'una altra universitat euromediterrània a Fes, al Marroc, amb el nom d'Universitat Euromediterrània de Fes (UEMF).[6] La decisió de procedir a crear la universitat a Fes es va anunciar el juny del 2012.[10] A la Cimera de París del 2008, els 43 caps d'estat i de govern van estar d'acord a afirmar que l'objectiu del projecte era promoure l'ensenyament superior i la recerca científica a la Mediterrània, a més d'establir una "Àrea Euromediterrània d'Ensenyament Superior, Ciència i Recerca" en el futur.[3]
- La Iniciativa de Desenvolupament Empresarial Mediterrani. El fi de la iniciativa rau a promoure les petites i mitjanes empreses als països socis mediterranis "avaluant-ne les necessitats, dotant-les de recursos com ara assistència tècnica i instruments financers i definint solucions amb polítiques".[3]

### 2008-2010: els primers anys
S'acorda celebrar una cimera de caps d'estat i de govern cada dos anys per impulsar el diàleg polític al nivell més alt. Segons la Declaració de París:
- aquestes cimeres haurien de donar com a resultat una declaració conjunta que adreci la situació de la regió euromediterrània i els reptes als quals s'enfronta, a més d'avaluar la tasca de l'Associació i aprovar un programa de treball de dos anys;[3]
- els ministres d'Afers Exteriors haurien de reunir-se cada any per supervisar la implementació de la declaració resultant de la cimera i preparar l'agenda de les properes cimeres;[3] i
- el país que acull les cimeres s'escollirà per consens i, en aquest sentit, s'haurà d'alternar entre un país de la UE i un de mediterrani.[3]

La primera cimera va tenir lloc a París el juny del 2008. La segona s'hauria d'haver celebrat el juliol del 2010 en un país no pertanyent a la UE, però els diferents països euromediterranis van acordar celebrar-la a Barcelona el 7 de juny del 2010, coincidint amb la presidència espanyola de la UE. Ara bé, el 20 de maig, la copresidència d'Egipte i França, juntament amb Espanya, van decidir ajornar la cimera en un moviment que, tal com es va afirmar, pretenia donar més temps a les converses indirectes entre Israel i l'Autoritat Palestina que s'havien iniciat aquell mes. D'altra banda, els mitjans de comunicació espanyols van atribuir l'ajornament a una amenaça per part dels estats àrabs de boicotejar la cimera si Avigdor Lieberman, ministre d'Afers Exteriors d'Israel, assistia a la conferència d'Afers Exteriors abans de la cimera.
En el moment de la celebració de la Cimera de París, la copresidència l'ocupaven Egipte i França, que a més a més també ostentava la presidència de la Unió Europea. D'ençà, França havia anat signat acords amb les diferents presidències rotatives de la UE (la República Txeca, Suècia i Espanya) per tal de mantenir la copresidència juntament amb Egipte. La renovació s'havia de produir durant la segona Cimera de la Unió per la Mediterrània. Tanmateix, a causa dels dos ajornaments de la cimera, no hi havia hagut possibilitat de decidir quins serien els països que assumirien la copresidència.
El conflicte entre Turquia i Xipre havia provocat l'endarreriment a l'hora de donar suport als estatuts del Secretariat, que no s'havien aprovat fins al març del 2010 malgrat que la Declaració de Marsella establia el maig del 2009 com a data límit perquè es posés en marxa el Secretariat. A la Cimera de París, els caps d'estat i de govern van acordar establir cinc vice-secretaris generals de Grècia, Israel, Itàlia, Malta i l'Autoritat Palestina. La voluntat de Turquia de disposar d'un vice-secretari general i el rebuig per part de Xipre van donar com a resultat mesos de negociacions fins que finalment Xipre va acordar la creació del càrrec d'un sisè vice-secretari general assignat a un ciutadà turc.
Per la seva gravetat, el conflicte araboisraelià és un dels que afecten la Unió per la Mediterrània de manera més profunda. Arran d'un conflicte armat entre Israel i Gaza que es va estendre del desembre del 2008 al gener del 2009, el grup de països àrabs va rebutjar les reunions d'alt nivell i, d'aquesta manera, es van bloquejar totes les reunions ministerials programades per a la primera meitat de l'any 2009. Així mateix, la negativa dels ministres d'Afers Exteriors àrabs de trobar-se amb el seu homòleg israelià, Avigdor Lieberman, va provocar que es cancel·lessin dues reunions de ministres d'Afers Exteriors el novembre del 2009 i el juny del 2010. Les reunions sectorials de la Unió per la Mediterrània també s'han vist afectades per les accions del govern israelià contra la població civil palestina sota la seva ocupació. A la Reunió Ministerial Euromediterrània sobre Aigua, celebrada a Barcelona a l'abril del 2010, no es va aprovar l'Estratègia de l'Aigua per un desacord de caràcter terminològic, atès que no es va poder acordar si els territoris reclamats per palestins, libanesos i sirians havien d'anomenar-se "territoris ocupats" o bé "territoris sota ocupació". Dues de les altres reunions ministerials, que aquest cop abordaven les qüestions de l'ensenyament superior i l'agricultura, es van haver de cancel·lar per la mateixa discrepància.
Després de l'ajornament inicial, tant Espanya com França van anunciar la seva intenció de celebrar converses de pau entre Israel i l'Autoritat Palestina com a part de la cimera ajornada i sota els auspicis dels Estats Units. Durant el mes de setembre, es va convidar el president estatunidenc Barack Obama a la cimera amb aquest objectiu. Segons Nicolas Sarkozy, la cimera, que aquest cop estava programada per al 21 de novembre del 2010, representava una "oportunitat per donar suport a les negociacions".
Ara bé, a l'inici del novembre del 2010, les converses de pau van quedar estancades i la copresidència d'Egipte va condicionar la celebració de la cimera en un gest per part d'Israel per permetre que es reprenguessin les negociacions. Segons alguns experts, l'anunci per part de Benjamin Netanyahu de la construcció de 300 habitatges nous a Jerusalem Est va erradicar qualsevol possibilitat de celebrar la cimera el 21 de novembre. El dia 15 de novembre, les dues copresidències i Espanya van decidir posposar la cimera sine die, tot adduint que la situació d'estancament que patia el procés de pau al Pròxim Orient impediria una "participació satisfactòria".
Després de patir un alentiment per la situació política i financera imperant l'any 2009, durant el mes de març del 2010 l'UpM va rebre un impuls decisiu amb la finalització de les negociacions destinades a posar en marxa el seu Secretariat General i amb la seva inauguració oficial el 4 de març del 2010 a Barcelona, concretament al Palau de Pedralbes, que s'havia sotmès a una renovació especial per a celebrar-la.
L'ambaixador de la Unió Europea al Marroc, Eneko Landaburu, va afirmar el setembre del 2010 que "no creia" en la Unió per la Mediterrània. Segons les seves declaracions, la divisió entre els àrabs "no permetia implementar una política interregional sòlida" i advocava per abandonar aquest projecte ambiciós format per 43 països i centrar-se en les relacions bilaterals.

### 2011-actualitat
El 22 de juny del 2011, l'UpM va aprovar el seu primer projecte, que consistia a crear una planta de dessalinització d'aigua de mar a Gaza.
L'any 2012, els 43 països de l'UpM havien aprovat un total de 13 projectes pertanyents a les àrees sectorials del transport, l'educació, l'aigua i el desenvolupament empresarial.
El gener del 2012, el secretari general, Youssef Amrani, va ser nomenat ministre delegat del ministre d'Afers Exteriors i Cooperació del govern de Benkirane i el diplomàtic marroquí Fathallah Sijilmassi va passar a ocupar el seu càrrec de secretari general.
L'any 2013, la Unió per la Mediterrània va llançar els seus primers projectes:
- El 30 d'abril: Dones joves creadores de llocs de treball[26]
- El 28 de maig: Governança i finançament per al sector de l'aigua a la regió mediterrània[27]
- El 17 de juny: LOGISMED-TA[68] (Activitats de formació en el marc del Programa pel desenvolupament d'una xarxa de plataformes logístiques euromediterrànies)

Entre el 2013 i el 2017, s'han celebrat dotze reunions ministerials sectorials amb la presència dels ministres dels estats membres de l'UpM:
- Conferència Ministerial sobre l'Enfortiment del Paper de la Dona en la Societat – Setembre del 2013[28]
- Reunió Ministerial de l'UpM sobre Transport – Novembre del 2013[29]
- Conferència Ministerial de l'UpM sobre Energia – Desembre del 2013[30]
- Reunió Ministerial de l'UpM sobre Cooperació Industrial – Febrer del 2014[31]
- Conferència Ministerial de l'UpM sobre Medi Ambient i Canvi Climàtic – Maig del 2014[32]
- Conferència Ministerial de l'UpM sobre Economia Digital – Setembre del 2014[33]
- Conferència Ministerial de l'UpM sobre Economia Blava – Novembre del 2015[34]
- Reunió Ministerial de l'UpM sobre Cooperació i Planificació Regionals – Juny del 2016[35]
- Reunió Ministerial de l'UpM sobre Feina i Ocupació – Setembre del 2016[36]
- Conferència Ministerial de l'UpM sobre Energia – Desembre del 2016[37]
- Reunió Ministerial de l'UpM sobre Aigua – Abril del 2017[38]
- Conferència Ministerial de l'UpM sobre Desenvolupament Urbà – Maig del 2017[39]
- Conferència Ministerial sobre l'Enfortiment del Paper de la Dona en la Societat – Novembre del 2017[40]

L'any 2015, l'UpM havia aprovat un total de 37 projectes, 19 dels quals es trobaven en la fase d'implementació.[AP2] El 18 de novembre del 2015, la revisió de la Política Europea de Veïnatge (PEV), publicada pel Servei Europeu d'Acció Exterior i la Comissió i ratificada pel Consell Europeu el 14 de desembre, estableix l'UpM com una força que dona impuls a la integració i la cooperació a nivell regional.
El 26 de novembre del 2015, amb motiu del vintè aniversari de la Declaració de Barcelona, i per iniciativa de la copresidència de l'UpM, ocupada per Federica Mogherini, vicepresidenta de la Comissió Europea i alta representant de la Unió Europea per a Afers Exteriors i Política de Seguretat, i Nasser Judeh, ministre d'Afers Exteriors del Regne de Jordània, es va celebrar a Barcelona una reunió informal dels ministres d'Afers Exteriors dels països de l'UpM per tal de renovar el seu compromís polític per desenvolupar una cooperació regional dins el marc de l'UpM.
El 14 de desembre del 2015, l'Assemblea General de les Nacions Unides va adoptar la Resolució A/70/124, per la qual atorgava la condició d'observador a la Unió per la Mediterrània.
El febrer del 2016, el projecte "Habilitats per a l'èxit", aprovat per l'UpM, va concloure amb èxit les seves activitats de formació a Jordània i el Marroc amb un percentatge molt alt d'inserció laboral. Així, el percentatge d'inserció laboral respecte del nombre total de persones que cercaven feina a Jordània i el Marroc (115 graduats) es calcula que va ser del 49 %, i un 6 % dels participants van iniciar pràctiques en empreses.
El 12 de març del 2016, l'UpM va rebre la prestigiosa condecoració d'honor de l'Agrupació Espanyola de Foment Europeu (AEFE) com a reconeixement del valor de la seva tasca per defensar els valors universals i els drets humans a la regió mediterrània.
El 2 de juny del 2016, l'UpM va celebrar la seva primera Reunió Ministerial sobre Cooperació i Planificació Regionals, per invitació de Johannes Hahn, comissari de la UE, i Imad N. Fakhoury, ministre de Cooperació i Planificació de Jordània.
Els ministres van reconèixer la necessitat de donar impuls a la integració econòmica entre els països de la regió com a mitjà per generar oportunitats per a un creixement inclusiu necessari i la creació de llocs de treball. A més a més, van destacar el paper essencial de la Unió per la Mediterrània a l'hora d'assolir aquests objectius, i van aplaudir la tasca del Secretariat General de l'UpM de facilitar l'avanç de la cooperació i la integració regionals i promoure projectes d'abast regional.
Entre el 18 i el 19 de juliol del 2016, l'UpM va participar de forma activa en la conferència mediterrània MedCOP Clima 2016, com a soci institucional de la regió de Tànger. MedCOP Clima 2016 va suposar un fòrum en què es van presentar diverses iniciatives i projectes amb el suport de l'UpM que ajuden a formular una agenda mediterrània en matèria de canvi climàtic, la qual inclou crear una xarxa mediterrània de joves que treballin en qüestions relacionades amb el clima, el Comitè Regional per a la Cooperació sobre el Finançament contra el Canvi Climàtic, aconseguir un finançament més eficient per a projectes relacionats amb el canvi climàtic, i llançar la Universitat UpM de l'Energia juntament amb Schneider Electric.
Els dies 10 i 11 d'octubre del 2016, el Secretariat General de l'UpM va organitzar a Barcelona la Tercera Conferència d'Alt Nivell sobre l'Apoderament de les Dones, com a continuació de les edicions del 2014 i el 2015 i com a preparació de la Quarta Conferència Ministerial de l'UpM sobre l'Enfortiment del Paper de la Dona en la Societat, prevista per a finals del 2017. La conferència va establir un fòrum de diàleg regional en què els 250 participants procedents de més de 30 països van ressaltar la necessitat d'invertir en la contribució indispensable de les dones com a resposta als reptes actuals als quals s'enfronta la regió mediterrània.
A més a més, es va preparar un informe a partir de la petició formulada per la Declaració Ministerial de l'UpM de París sobre l'Enfortiment del Paper de la Dona en la Societat, segons la qual es demanava "establir un mecanisme efectiu de seguiment com a fòrum euromediterrani i garantir un diàleg útil sobre les polítiques relacionades amb les dones així com la legislació i la consegüent implementació".
L'1 de novembre del 2016, l'UpM va llançar de manera oficial el "Programa Integrat per a la Protecció del Llac de Bizerta contra la Contaminació" a Bizerta, Tunísia. A l'esdeveniment hi van assistir Youssef Chahed, cap de govern de Tunísia; Federica Mogherini, alta representant de la Unió Europea per a Afers Exteriors i Política de Seguretat i vicepresidenta de la Comissió Europea, i Fathallah Sijilmassi, secretari general de la Unió per la Mediterrània. Amb un pressupost total de més de 90 milions d'euros per a un període de 5 anys, el programa contribuirà a netejar el llac de Bizerta, situat al nord de Tunísia, tot millorant les condicions de vida de la població que hi viu als voltants i reduint les fonts principals de contaminació que tenen un impacte sobre tot el mar Mediterrani. El projecte rep el suport de diverses institucions financeres internacionals, com ara el Banc Europeu d'Inversions i la Comissió Europea, així com el Banc Europeu per a la Reconstrucció i el Desenvolupament.
Durant el mes de novembre del 2016, el Secretariat General de l'UpM va assolir oficialment la condició d'observador a la Convenció Marc de les Nacions Unides sobre Canvi Climàtic (CMNUCC) durant la COP22, alhora que va participar-hi activament llançant iniciatives i projectes regionals específics destinats a contribuir a assolir els objectius marcats per l'Acord de París a la regió euromediterrània.
El 23 de gener del 2017, els estats membres de la Unió per la Mediterrània van mostrar un ferm compromís polític per enfortir la cooperació regional a la Mediterrània donant suport al full de ruta per a l'acció de l'UpM en el Segon Fòrum Regional de l'UpM, celebrat a Barcelona el 23-24 de gener del 2017 amb el lema "La Mediterrània en acció: els joves a favor de l'estabilitat i el desenvolupament".
Aquest full de ruta se centra en les quatre àrees d'acció següents: 
- Millorar el diàleg polític entre els membres de l'UpM.
- Garantir la contribució de les activitats de l'UpM a la estabilitat i el desenvolupament humà a la regió.
- Reforçar la integració regional.
- Consolidar la capacitat de l'UpM per a l'acció.

 El 22 de febrer del 2017, el Secretariat General de la Unió per la Mediterrània i l'Agència Sueca de Cooperació Internacional per al Desenvolupament (SIDA) van signar un acord financer multianual per valor de 6,5 milions d'euros amb l'objectiu de donar suport a les activitats de l'UpM que afavoreixen un desenvolupament més sostenible i inclusiu a la regió.
El 10 d'abril del 2017, els caps d'estat i de govern de Xipre, França, Grècia, Itàlia, Malta, Portugal i Espanya es van reunir a Madrid a la Tercera Cimera de Països del Sud de la Unió Europea, en què van refermar el seu compromís amb la Unió per la Mediterrània i van ressaltar-ne "el paper central en la consolidació de la cooperació regional euromediterrània, com a expressió de la propietat compartida en la gestió de l'agenda regional comuna amb l'objectiu d'adreçar de forma efectiva i col·lectiva els nostres reptes comuns".
L'any 2017, 51 projectes de cooperació regionals, amb un valor de més de 5300 milions d'euros, van ser aprovats per l'UpM amb el suport unànime dels 43 estats membres. La implementació dels projectes s'està accelerant i està assolint resultats positius sobre el terreny.

## Objectius i projectes concrets
L'objectiu principal de la Unió per la Mediterrània és enfortir la cooperació i la integració a la regió euromediterrània mitjançant el diàleg regional i implementant-hi projectes concrets i estructurals. Els projectes que reben el suport de l'UpM es regeixen segons el principi de la geometria variable que permet que cada país participi segons la seva voluntat en els projectes aprovats.

### Diàleg regional
L'UpM serveix com a complement del treball a nivell bilateral de la Política Europea de Veïnatge creada l'any 2004 i del desenvolupament de polítiques per part dels estats membres de l'UpM, impulsant la creació d'una agenda mediterrània compartida que generi un impacte no només en la situació d'un país en concret sinó també en el conjunt de la regió.
Amb els seus 43 membres, l'UpM actua com a plataforma central en què es poden establir les prioritats regionals i compartir experiències sobre els reptes principals als quals s'enfronta la regió.
El Secretariat General és l'encarregat d'implementar decisions preses en l'àmbit polític mitjançant fòrums de diàleg sectorial de caràcter regional o subregional i activitats de seguiment, donant curs d'aquesta manera als compromisos ministerials i promovent iniciatives que reforcin la cooperació regional.
Totes les tasques necessàries per assolir aquests objectius es duen a terme juntament amb altres organitzacions i fòrums de cooperació regional (com ara la Lliga Àrab i la Unió del Magreb Àrab) i amb fòrums de cooperació subregional com el Diàleg 5+5, amb què l'UpM col·labora de forma activa.
En els fòrums de diàleg regional estructurats hi han participat més de 20 000 actors clau d'arreu de la Mediterrània, entre els quals trobem membres de parlaments i representants d'organitzacions internacionals, ONG, organitzacions de la societat civil, institucions financeres internacionals, agències de desenvolupament, el sector industrial i privat, universitats i grups de reflexió.
Des del 2013, i sota la copresidència de la UE i Jordània, han tingut lloc dotze reunions/conferències ministerials sobre sectors clau per a l'agenda mediterrània:
- Conferència Ministerial sobre l'Enfortiment del Paper de la Dona en la Societat, París, 12 de setembre del 2013
- Reunió Ministerial sobre Transport, Brussel·les, 14 de novembre del 2013
- Conferència Ministerial sobre Energia, Brussel·les, 11 de desembre del 2013
- Reunió Ministerial sobre Cooperació Industrial, Brussel·les, 19-20 de febrer del 2014
- Conferència Ministerial sobre Medi Ambient i Canvi Climàtic, Atenes, 12-13 de maig del 2014
- Conferència Ministerial sobre Economia Digital, Brussel·les, 30 de setembre del 2014
- Conferència Ministerial sobre Economia Blava, Brussel·les, 17 de novembre del 2015
- Reunió Ministerial sobre Cooperació i Planificació Regionals, mar Mort, Jordània, 2 de juny del 2016
- Conferència Ministerial sobre Feina i Ocupació, mar Mort, Jordània, 26 de setembre del 2016
- Conferència Ministerial sobre Energia, Roma, 1 de desembre del 2016
- Reunió Ministerial sobre Aigua, Valetta, Malta, 27 d'abril del 2017
- Conferència Ministerial sobre Desenvolupament Urbà, el Caire, 22 de maig del 2017
- Conferència Ministerial sobre l'Enfortiment del Paper de la Dona en la Societat, el Caire, 27 Novembre del 2017

Durant el mes de març del 2015, les conclusions definitives de la Conferència Interparlamentària per a la Política Exterior i de Seguretat Comuna i la Política Comuna de Seguretat i Defensa van descriure l'UpM com "el fòrum de cooperació més eficient i amb més facetes de la regió".
Durant el maig del 2016, l'Assemblea Parlamentària de l'UpM, en la declaració final de la 12a sessió plenària, va reconèixer "la importància del paper cabdal que té l'UpM a l'hora de promoure la cooperació i la integració regionals a la Mediterrània […]".
Durant el mes de gener del 2017, amb motiu del Segon Fòrum Regional de l'UpM en què es congregaven els ministres d'Afers Exteriors dels 43 estats membres, Federica Mogherini, alta representant de la Unió Europea per a Afers Exteriors i Política de Seguretat i vicepresidenta de la Comissió Europea, va declarar el següent: "hem arribat a un acord comú per trencar aquest cercle que suposa la falta d'integració, les tensions i els conflictes, per tal d'invertir de forma coherent en més diàleg polític i més cooperació i integració regionals en àrees d'acció molt concretes mitjançant la nostra Unió per la Mediterrània".

### Projectes regionals
Mitjançant el seu procés d'aprovació, l'UpM dona suport a projectes que adrecen els reptes regionals comuns i que poden generar un impacte directe en les vides de la ciutadania. El segell d'aprovació de l'UpM garanteix un reconeixement regional i una visibilitat per als projectes seleccionats. Alhora, els proporciona un accés a diverses oportunitats de finançament a través de la xarxa de socis financers de l'UpM.
El valor afegit principal que suposa l'UpM rau en la interrelació que es crea entre la dimensió política i la seva aplicació operativa en projectes concrets sobre el terreny, els quals, al mateix temps, alimenten la definició de polítiques rellevants amb una perspectiva que abasta múltiples actors clau. Per adoptar projectes sobre el terreny se segueix el principi de la geometria variable, que atorga un cert grau de flexibilitat segons el qual un nombre limitat de països poden decidir si col·laborar i participar en els projectes d'interès comú amb l'aprovació de la resta de països.
Durant el desembre del 2015, 37 projectes havien rebut l'aprovació de l'UpM. El juliol del 2017, l'havien rebut més de 45 projectes:

#### Desenvolupament Humà
Després d'un procés de consulta amb els actors clau, l'any 2013 l'UpM va llançar una iniciativa regional (Med4Jobs) que definia les prioritats d'intervenció pel que fa a la inserció laboral, els serveis d'intermediaris i la creació de llocs de treball a la regió, per tal de desenvolupar després projectes específics.
L'any 2015, el Secretariat General de l'UpM havia aprovat 13 projectes adreçats a superar els reptes que plantegen la inserció laboral entre els joves i el creixement inclusiu. En el marc del mandat polític i de les prioritats expressades en els diàlegs regionals, aquests projectes s'adrecen a 200 000 beneficiaris, principalment joves, i impliquen més de 1000 petites i mitjanes empreses de caràcter privat.
En l'àmbit de l'apoderament de les dones, també havia aprovat 10 projectes que han beneficiat més de 50 000 dones a la regió euromediterrània i en què hi han participat més de 1000 actors clau, amb un pressupost de més de 127 milions d'euros.
La perspectiva específica adoptada en matèria d'inserció laboral per als joves i apoderament de les dones es troba en consonància amb l'objectiu de l'UpM de reforçar el capital humà de la regió, una qüestió fonamental a l'hora d'assolir l'estabilitat i la seguretat en la regió.
El juliol del 2017, l'UpM havia aprovat 26 projectes relacionats amb el pilar de desenvolupament humà a la regió.

##### Desenvolupament Empresarial
- Desenvolupament de la inserció laboral dels joves i les habilitats d'emprenedoria – Maharat MED
- Xarxa d'Emprenedors de la Mediterrània
- Promoció de la inclusió financera mitjançant serveis financers mòbils als països del sud i l'est de la Mediterrània
- Establiment d'una plataforma regional per al desenvolupament d'indústries culturals i creatives al sud de la Mediterrània
- Generació Emprenedor
- EDILE - Desenvolupament Econòmic mitjançant l'Apoderament Local i Inclusiu[67]
- EMIPO – Observatori Euromediterrani i Promoció de la Inversió[68]
- EMDC – Centre Euromediterrani de Desenvolupament per a Microempreses i Petites i Mitjanes Empreses
- Programa Agadir SME – Promoció de la competitivitat de les pimes i del comerç en els països membres de l'Acord d'Agadir
- YouMatch – "Projecte de caixa d'eines": elaboració i implementació d'una caixa d'eines en funció de la demanda i orientada als serveis per al mercat de treball innovadors i adreçats als joves a la regió del Pròxim Orient i el nord d'Àfrica

##### Ensenyament Superior I Recerca
- MedNC – Xarxa Mediterrània Nova Oportunitat
- HOMERe – Gran Oportunitat per a la selecció d'Executius Mediterranis
- Ensenyament superior en matèria de seguretat alimentària i desenvolupament rural
- Programes de màster d'EMUNI
- Tres àrees de programes de recerca de doctorat d'EMUNI
- Programa d'estudis de màster en Ciències del Risc
- Universitat Euromediterrània de Fes[69]
- Escola Internacional de l'Est de la Mediterrània (EMIS)

##### Afers Socials I Civils
- WOMED: la "propera generació de líders"
- CEED GROW: creixement i ampliació de les petites i mitjanes empreses
- Formació de ciutadans responsables – Promoció de l'educació per a la ciutadania per evitar la violència escolar, sobretot l'exercida contra les joves i les dones
- Desenvolupament de l'apoderament de les dones
- Habilitats per a l'èxit – Habilitats per incrementar la inserció laboral de les dones
- Dones joves creadores de llocs de treball
- Promoció de l'apoderament de les dones per a un desenvolupament industrial inclusiu i sostenible a la regió del Pròxim Orient i el nord d'Àfrica[70]
- El dret de les dones a la salut – El projecte WoRTH[71]

#### Desenvolupament Sostenible
L'any 2015, els 43 països de l'UpM havien aprovat 14 projectes entre els quals s'incloïa la neteja del llac de Bizerta, a Tunísia, la construcció de la planta de dessalinització a Gaza, i el desenvolupament urbà integral de la ciutat d'Imbaba.
El juliol del 2017, l'UpM havia aprovat 21 projectes relacionats amb el pilar de desenvolupament sostenible a la regió. S'espera que aquests projectes generin un gran impacte socioeconòmic a tota la regió en els àmbits de l'acció contra el canvi climàtic, les energies renovables, el transport, el desenvolupament urbà, l'aigua, l'economia blava i el medi ambient.

##### Transport I Desenvolupament Urbà
- Projecte Sfax Taparura de la UPFI
- Desenvolupament de la vall de Bu Regreg
- Projecte de desenvolupament urbà d'Imbaba
- Xarxa ferroviària de Jordània
- Finalització de la secció central de l'eix de l'autopista transmagrebina
- Activitats de formació LOGISMED
- Projecte de l'Autopista del Mar (MoS) entre Turquia, Itàlia i Tunísia[73]
- Implementació de MoS OPTIMED – Cap a un nou corredor mediterrani: dels ports del sud-est al ports del nord-oest
- Projecte de regeneració urbana multiemplaçament a Jericó de la UPFI
- Projecte de gestió integrada dels residus urbans d'Izmir

##### Energia I Acció Climàtica
- Planta eòlica de Tafila
- Universitat UpM de l'Energia per Schneider Electric[74]
- Marc Privat d'Energies Renovables SEMed - SPREF

##### Aigua I Medi Ambient
- Programa de creació de capacitats en matèria d'integritat de l'aigua al Pròxim Orient i el nord d'Àfrica
- BlueGreen Med-CS
- MED RESCP – POST RIO +20: suport a l'adopció de models de consum i producció sostenibles i eficiència dels recursos a la regió mediterrània
- Cap a una plataforma mediterrània de coneixement sobre l'aigua
- Programa Integrat per a la Protecció del Llac de Bizerta contra la Contaminació
- Governança i finançament per al sector de l'aigua al mediterrani
- Projecte de planta de dessalinització per a la Franja de Gaza
- Caçadors de plàstics per a un mediterrani lliure de residus[75]

## Institucions
A diferència del Procés de Barcelona, una de les principals innovacions que introdueix la Unió per la Mediterrània és la seva arquitectura institucional. A la Cimera de París es va acordar proporcionar a la Unió tot un seguit d'institucions per millorar el nivell polític de les seves relacions, promoure una propietat compartida més àmplia de la iniciativa entre els països socis de la UE i de la Mediterrània i potenciar la visibilitat de l'Associació Euromediterrània.

### Sistema de copresidència nord-sud
Amb l'objectiu de garantir la propietat compartida de la Unió per la Mediterrània, els caps d'estat i de govern van decidir a París que serien dos països els qui presidirien de forma conjunta la Unió, essent un de la UE i un dels països socis de la Mediterrània. Els 27 van acordar que la copresidència de la UE havia de ser "compatible amb la representació externa de la Unió Europea d'acord amb les disposicions vigents del tractat".[21] Els països socis de la Mediterrània van decidir acordar per consens i entre ells un país que ocupés la copresidència per un període no renovable de dos anys.
Del 2008 al 2012, França i Egipte van ostentar la primera copresidència de l'UpM.
L'any 2012, el Secretariat General va anunciar que la copresidència d'Egipte seria substituïda per la de Jordània, i la de França, per la Unió Europea. El relleu, que va tenir lloc durant el mes de setembre del 2012, es va acordar en una reunió dels alts representats celebrada a Barcelona el 28 de juny.
| Presidència del nord                   | Presidència del sud                    |
| -------------------------------------- | -------------------------------------- |
| França (juliol del 2008-març del 2012) | Egipte (juliol del 2008-juny del 2012) |
| Unió Europea (març del 2012 -)         | Jordània (juny del 2012 -)             |

### La reunió d'alts funcionaris de l'UpM
La reunió d'alts funcionaris de l'UpM, formada per ambaixadors i alts funcionaris d'Afers Exteriors nomenats de forma individual per cadascun dels 43 països de l'UpM, se celebra diverses vegades l'any, a intervals regulars, a la seu del Secretariat General de l'UpM a Barcelona o en un dels països de l'UpM. La seva funció es debatre les qüestions d'abast regional, guiar les polítiques i les accions de l'organització i aprovar els projectes que rep. Cada país té el mateix vot i totes les decisions es prenen per consens. A banda d'aquestes reunions, se’n celebren d'altres, entre les quals cal destacar les reunions ministerials que defineixen l'agenda mediterrània sobre qüestions específiques, com el medi ambient i el canvi climàtic, l'economia digital, el paper de la dona en la societat, el transport o la indústria.

### El Secretariat General
El Secretariat General de la Unió per la Mediterrània es va inaugurar el 4 de març del 2010 en una cerimònia oficial a Barcelona.
La funció del Secretariat General permanent és la de proporcionar un seguiment operatiu a les reunions ministerials sectorials, tot identificant i supervisant la implantació de projectes concrets per a la regió euromediterrània, cercant socis que financin aquests projectes i coordinant diverses plataformes de diàleg.
A la Conferència de Marsella celebrada el novembre del 2008, els ministres d'Afers Exteriors euromediterranis van acordar que la seu del Secretariat General se situaria al Palau Reial de Pedralbes, a Barcelona. Alhora, van definir l'estructura d'aquesta nova institució clau i els països d'origen dels primers membres.
- El secretari general s'escull per consens i prové d'un país que no pertanyi a la Unió Europea. El càrrec dura tres anys i es pot ampliar tres anys més.[78] El primer secretari general va ser el jordà Ahmad Khalaf Masa’deh, antic ambaixador de Jordània a la UE, Bèlgica, Noruega i Luxemburg, i ministre de Reforma del Sector Públic del 2004 al 2005.[80] Va abandonar el càrrec després d'ocupar-lo durant un any.[81] El juliol del 2011, va ser el diplomàtic marroquí Youssef Amrani qui va ocupar-lo. En ser nomenat viceministre d'Afers Exteriors pel govern de Benkirane, va ser substituir com a secretari general per Fathallah Sijilmassi, antic ambaixador del Marroc a la Unió Europea (2003-2004) i França (2005-2009).[82] Fathallah Sijilmassi és oficial de la Legió d'Honor i gran oficial de l'Orde Nacional del Mèrit de la República de França.
- Per tal de fomentar la propietat compartida de l'Associació Euromediterrània, es van assignar sis càrrecs de vice-secretaris generals; tres a països de la UE i tres d'entre els països socis de la Mediterrània. Durant el primer mandat de tres anys (ampliable a tres més), els vice-secretaris generals van ser:[83]

1. Panagiotis Roumeliotis (Grècia) – Divisió d'Energia;
2. Ilan Chet (Israel) – Divisió d'Ensenyament Superior i Recerca;
3. Lino Cardarelli (Itàlia) – Divisió de Desenvolupament Empresarial;
4. L'ambaixadora Celia Attard Pirotta (Malta) – Divisió d'Afers Socials i Civils;
5. Rafiq Husseini (Palestina) – Divisió d'Aigua i Medi Ambient;
6. L'ambaixador Yigit Alpogan (Turquía) – Divisió de Transport i Desenvolupament Urbà.

El Secretariat General de la Unió per la Mediterrània es va inaugurar el març del 2010 en una cerimònia oficial a Barcelona.
L'any 2017, el Secretariat General de l'UpM disposa d'una plantilla de 60 persones provinents de més de 20 nacionalitats, incloent-hi la presència permanent dels alts funcionaris adscrits de la Comissió Europea, el BEI, el BERD i la CDC.

## Altres organitzacions i institucions euromediterrànies

### Assemblea Parlamentària Euromediterrània
L'Assemblea Parlamentària Euromediterrània (APEM) no és una institució nova dins del marc de l'Associació Euromediterrània. Es va fundar a Nàpols el 3 de desembre del 2003 per part dels ministres d'Afers Exteriors euromediterranis i va celebrar la seva primera sessió plenària a Atenes els dies 22 i 23 de març del 2004. L'APEM reuneix parlamentaris dels països euromediterranis i disposa de quatre comitès permanents que aborden les qüestions següents:
- Afers polítics, seguretat i drets humans
- Afers econòmics, financers i socials i educació
- Promoció de la qualitat de vida, intercanvis humans i cultura
- Drets de les dones en els països euromediterranis

L'APEM també disposa d'un comitè ad hoc sobre energia i medi ambient. Des del llançament de la Unió per la Mediterrània, s'ha reforçat la funció de l'APEM atès que se la considera l'"expressió parlamentària legítima de la Unió".

### Assemblea Local i Regional Euromediterrània
A la Conferència de Ministres d'Afers Exteriors Euromediterranis celebrada a Marsella el novembre del 2008, els ministres van aplaudir la proposta del Comitè de les Regions de la UE d'establir una Assemblea Euromediterrània d'Autoritats Locals i Regionals (ARLEM per les seves sigles en francès). El seu objectiu és servir de pont entre els representants locals i regionals dels 43 països amb la Unió per la Mediterrània i les institucions de la UE.
Els participants de la UE són membres del Comitè de les Regions de la UE, així com representants d'altres institucions europees implicades amb l'Associació Euromediterrània. Per la banda dels països socis de la Mediterrània, els participants són representants de les autoritats regionals i locals nomenats pels seus governs nacionals respectius. L'ARLEM es va establir formalment el 31 de gener del 2010 a Barcelona, data en què va celebrar la primera sessió plenària. La copresidència de l'ARLEM l'ocupa el president del Comitè de les Regions de la UE, Luc Van den Brande, i l'alcalde de la localitat marroquina d'Al-Hoceima, Mohammed Boudra.

### La Fundació Anna Lindh
La Fundació Anna Lindh per al Diàleg entre Cultures, amb seu a Alexandria, a Egipte, es va establir a l'abril del 2005. Es tracta d'una xarxa per a les organitzacions de la societat civil dels països euromediterranis amb l'objectiu de promoure el diàleg intercultural i la comprensió mútua.
A la Cimera de París, es va acordar que la Fundació Anna Lindh, juntament amb l'Aliança de Civilitzacions de l'ONU s'encarregaria de la dimensió cultural de la Unió per la Mediterrània.
Al setembre del 2010, la Fundació Anna Lindh va publicar un informe titulat "Tendències interculturals euromediterrànies 2010". Aquesta avaluació de les percepcions mútues i de la visibilitat de la Unió per la Mediterrània a tota la regió es basa en l'enquesta pública Gallup en la qual van participar 13 000 persones procedents dels països que integren la Unió per la Mediterrània.

### Associacions amb altres organitzacions i institucions euromediterrànies
Com a plataforma destinada a afavorir el diàleg i la cooperació, la Unió per la Mediterrània manté associacions estratègics amb organitzacions globals, regionals i subregionals.
Durant els darrers anys, l'UpM ha refermat els seus llaços amb diversos actors clau signant un seguit de memoràndums d'entesa: 
- CIHEAM (Centre Internacional d'Alts Estudis Agronòmics Mediterranis) – 8 de gener del 2015
- EESC (Comitè Econòmic i Social Europeu) – 13 de gener del 2015
- Ministeri d'Economia i Competitivitat d'Espanya – 26 de gener del 2015
- AFAEMME (Associació d'Organitzacions d'Empresàries del Mediterrani) – 11 de febrer del 2015
- Agència per a la Cooperació Internacional i el Desenvolupament Local a la Mediterrània – 16 de febrer del 2015
- Universitat Britànica d'Egipte – 14 de març del 2015
- Universitat EMUNI (Universitat Euromediterrània) – 8 d'abril del 2015
- IRU (Unió Internacional del Transport per Carretera) – 10 d'abril del 2015
- IPEMED (Institut de Prospective économique du monde Méditerranéen) – 4 de maig del 2015
- ONUDI – 22 de maig del 2015
- BUSINESSMED – 9 de juny del 2015
- BSEC (Organització de Cooperació Econòmica del Mar Negre) – 18 de juny del 2015
- UNESCO – 14 d'octubre del 2015
- CETMO (Centre d'Estudis de Transport per a la Mediterrània Occidental) – 26 de novembre del 2015
- Secretaria de la Carta de l'Energia – 26 de novembre del 2015
- Universitat EMUNI – 1 de febrer del 2016
- Agència Internacional de l'Energia – 17 de febrer del 2016
- Service de la Coopération Marocaine – 8 de març del 2016
- UN Hàbitat – 5 d'abril del 2016
- Conseil de la Région Tangier-Tétouan-Al Hoceima – 22 de juny del 2016
- Ministeri d'Afers Exteriors i Cooperació d'Espanya – 29 de juliol del 2016
- Xarxa d'Inversió ANIMA – 7 de setembre del 2016
- Groupe interacadémique pour le développement – 29 de setembre del 2016
- IEMed (Institut Europeu de la Mediterrània) – 20 de gener del 2017
- SIDA (Agència Sueca de Cooperació Internacional per al Desenvolupament) – 23 de gener del 2017
- Oficina per a la Cooperació Sud-Sud de l'ONU – 24 de gener del 2017
- Fundació Dones per Àfrica – 24 de gener del 2017
- Unitat Tècnica d'Agadir – 24 de gener del 2017
- Secretaria Permanent de la REMOC – 10 de març del 2017
- Universitat EMUNI – 14 de març del 2017
- Konrad Adenauer Stiftung – 10 d'abril del 2017
- World Alliance for Efficient Solutions – 24 de maig del 2017
- SDSN Mediterranean – 1 de juny del 2017
- Institut Mediterrani de l'Aigua – 8 de juny del 2017
- Universitat Euromediterrània de Fes – 20 de juny del 2017
- IEMed (Institut Europeu de la Mediterrània) – 20 de juliol del 2017